# Bryn Mawr-Skyway
Bryn Mawr-Skyway – jednostka osadnicza w Stanach Zjednoczonych, w stanie Waszyngton, w hrabstwie King.